# 泰坦能源技術
中國泰坦能源技術集團有限公司，簡稱中國泰坦能源技術集團、泰坦能源技術，以及中國泰坦能源技術（英語：China Titans Energy Technology Group Co., Limited），於1992年由李欣青（董事長）和安慰（總經理）創立，名為「珠海泰坦科技股份有限公司」，前身為「中國泰坦新能源集團有限公司」。
現時業務在國內經營生產及銷售各種電池、電網探測等，而總部位於珠海市石花西路60號泰坦科技園，而郵編為519015。
而股份則在2010年5月28日於港交所主板上市，招股價為1.2港元，發行新股為2億股，而集資額為2.4億港元。

## 連結
- Titans.com.cn （页面存档备份，存于）